# Combat Life Saver

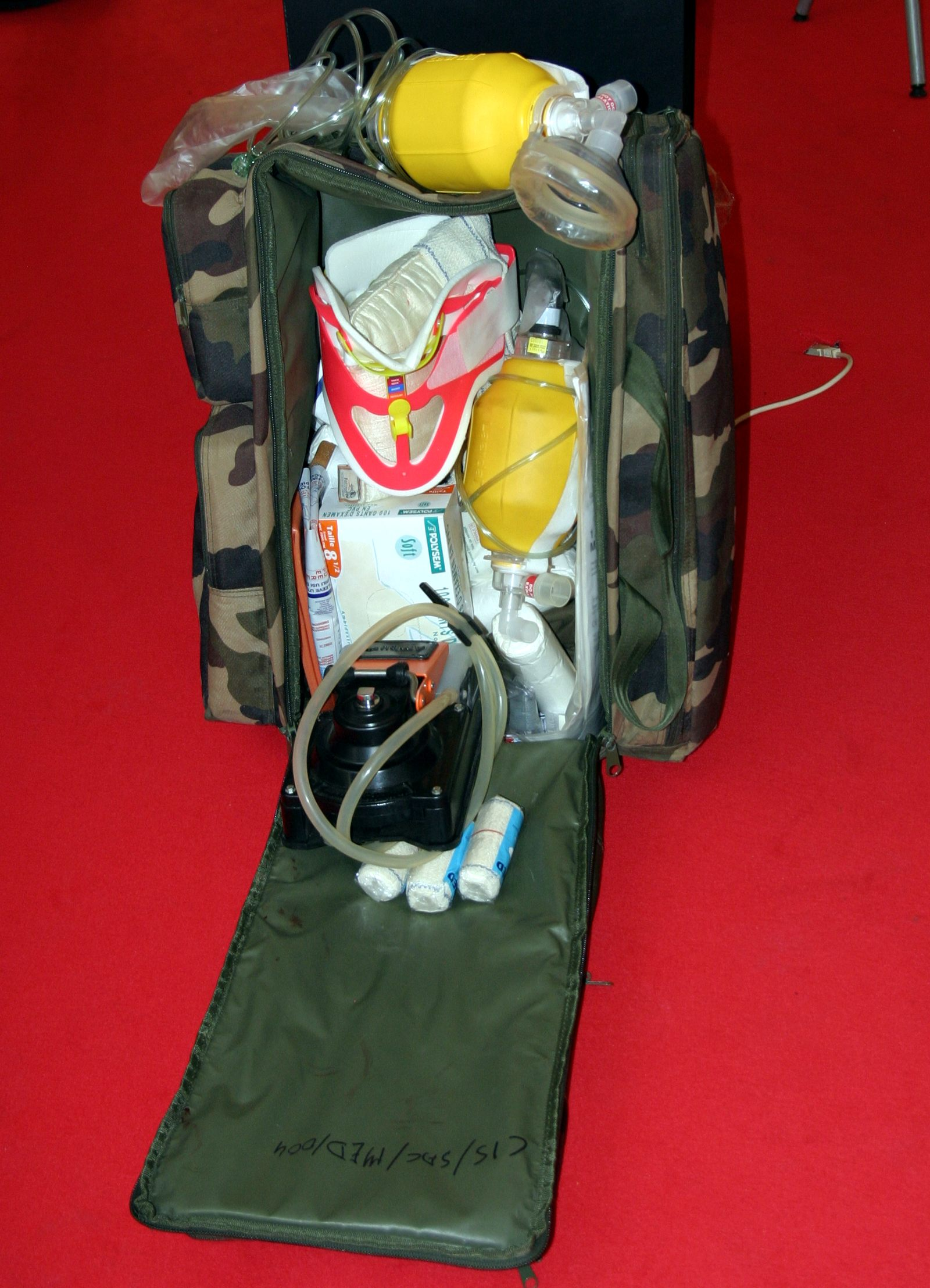
Eerstehulpspakket van het Franse leger

Een Combat Life Saver (CLS) is een militair met een primaire gevechtsfunctie en een geneeskundige nevenfunctie. Hij is naast zijn gevechtstaken ook opgeleid om levensreddende hulp te bieden aan gewonden. Omdat het vechten zijn hoofdtaak is mag een CLS'er geen rode kruisband dragen. De CLS'er werkt volgens het MARCH-protocol en handelt om het slachtoffer in leven te houden tot een medische professional, zoals een algemeen militair verpleegkundige (AMV), medic of arts, komt die de behandeling van het slachtoffer kan overnemen. 
Beginnend bij de TMT (toestand, melding, triage) zal de CLS'er (met eventueel een aanwezige buddy), een melding maken over de huidige toestand richting hogerop. Triage is echter enkel van toepassing, indien de situatie meer dan één gewonde betreft. Hierin wordt bekeken, aan de hand van de ernst van de verwondingen, welke gewonde als eerst de medische zorg toegereikt zal krijgen. 
Dit zal altijd een gewonde betreffen met een <C> probleem (een catastrofale bloeding), voor het stelpen van de bloeding, mits het slachtoffer hier zelf geen bijdrage aan kan leveren. De overige stappen (Airway, Breathing, Circulation, Disability en Exposure) sluiten hier conform het aangeleerde protocol op aan en zullen uiteindelijk worden afgesloten met de MIST AT/9-liner, om de gewonde(n) klaar te maken voor de overdracht aan het ingevlogen/ingereden medisch personeel, die de gewonde(n) op die manier zo snel mogelijk van de plek kan halen voor verdere medische hulp.
MIST AT: 
- Mechanism of injury (aard ongeval)
- Injuries found/suspected (gevonden letsel(s)
- Signs (luchtweg nog vrij, aantal ademhalingen p/m, aantal hartslagen p/m, geestelijke gesteldheid)
- Treatment given (alle handelingen, verricht door de CLS'er en eventuele buddy)
- Adult/child (geschatte leeftijd)
- Time (tijd van ongeval, tijd van handelen)

## Nederland
De opleiding tot CLS wordt in Nederland gegeven aan de Korporaal van Oudheusdenkazerne te Hilversum via het Instituut Defensie Gezondheidszorg Opleidings- en Trainingscentrum, (DGOTC). De duur van de opleiding was initieel 5 weken, maar is ingekort naar 3 weken.